# Osmium
Osmium (chemická značka Os, latinsky Osmium) je drahý kov modro-šedé barvy.

## Chemické vlastnosti a výskyt

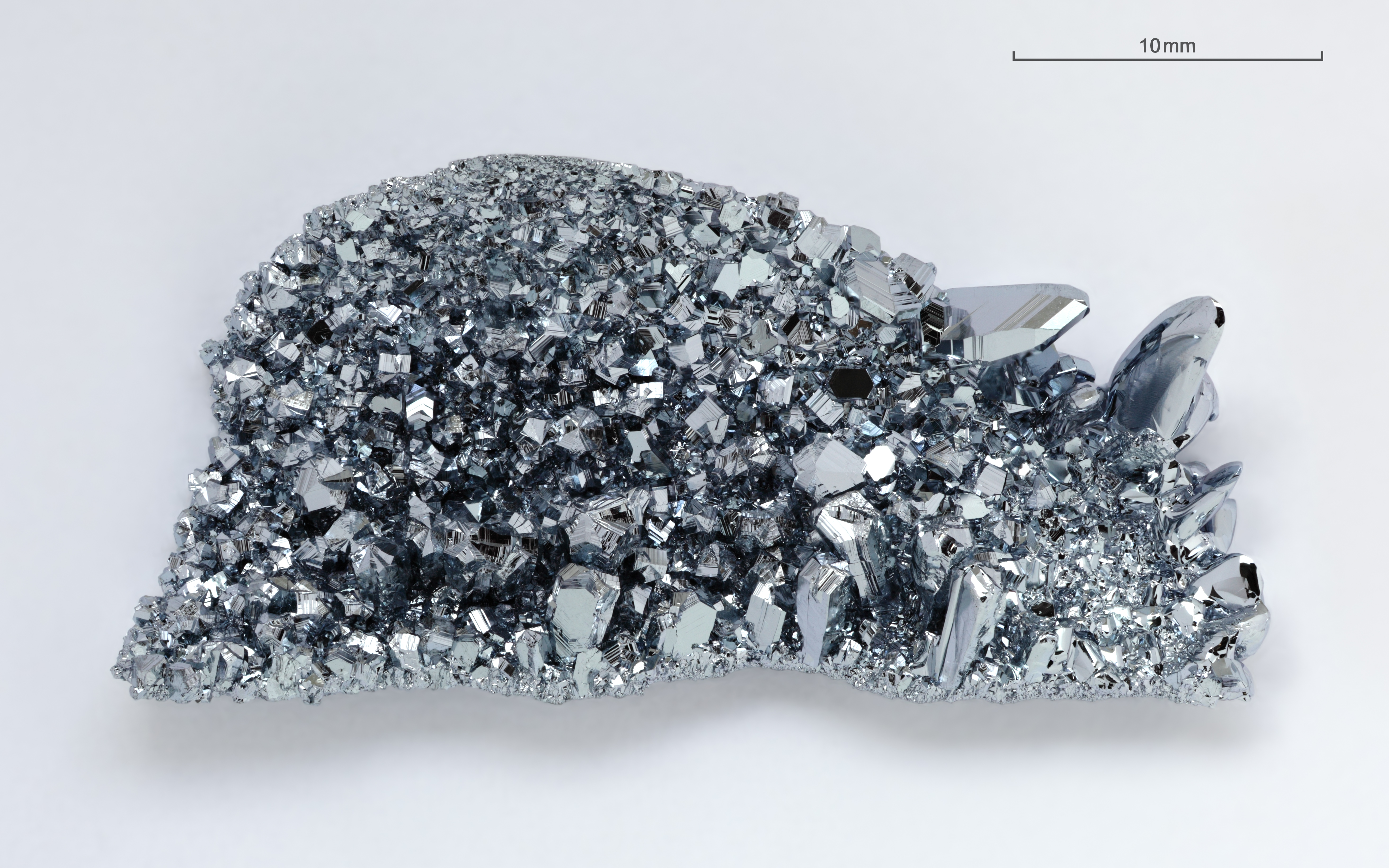
Vysoce čisté osmium

Osmium bylo objeveno roku 1804. Ušlechtilý, značně tvrdý a křehký kov, elektricky i tepelně středně dobře vodivý. Patří spolu s iridiem a platinou do triády těžkých platinových kovů. Společně s iridiem je prvkem s největší známou hustotou. V přírodě doprovází v rudách platinové kovy, hlavní naleziště jsou na Uralu a v Americe.
Osmium je prvkem se značně nízkým zastoupením na Zemi i ve vesmíru. V zemské kůře je průměrný obsah osmia udáván v rozmezí 1,5 – 3 μg/kg. Jeho koncentrace v mořské vodě je natolik nízká, že ji současnými analytickými postupy nelze spolehlivě odhadnout. Předpokládá se, že ve vesmíru připadá na jeden atom osmia přibližně 50 miliard atomů vodíku.
Chemicky je značně odolné a nejsnáze jej lze převést do roztoku po oxidačním alkalickém tavení s hydroxidem a peroxidem sodným. Zajímavá je také možnost oddělení osmia od ostatních platinových kovů destilací těkavého oxidu osmičelého OsO4 ze silně kyselých roztoků. Tato sloučenina je značně jedovatá a velmi nepříjemně zapáchá, což dalo osmiu i jeho jméno (řecky osme = zápach).
Osmium bývá někdy označováno jako prvek s největší hustotou neboli nejtěžší prvek (těsně před iridiem), protože podle přesných teoretických výpočtů z krystalové mřížky by dokonale čisté osmium mělo dosahovat hustoty 22,587 ± 0,009 g/cm³, zatímco iridium 22,562 ± 0,009 g/cm³.

## Využití
Vzhledem ke svým mechanickým vlastnostem nemá ryzí kovové osmium žádné praktické využití. Používá se pouze ve slitinách s ostatními platinovými kovy např. pro výrobu velmi odolných hrotů plnicích per nebo pro některé chirurgické implantáty.
V chemickém průmyslu jsou při organické syntéze poměrně řídce užívány katalyzátory na bázi osmia, obvykle však také ve směsi s dalšími platinovými kovy.